# Haley Ramm
Haley Michelle Ramm (Collin County, 26 maart 1992) is een Amerikaanse actrice.

## Biografie
Ramm begon op driejarige leeftijd met dansen in lokale dansstudio's en op negenjarige leeftijd begon zij met acteren in tv-commercials voor onder anderen Hasbro en Dell. Twee jaar later verhuisde zij met haar familie naar Los Angeles voor haar acteercarrière.
Ramm begon in 2002 als jeugdactrice in de film Slap Her... She's French waarna zij nog meerdere rollen speelde in films en televisieseries.

## Filmografie

### Films
Uitgezonderd korte films.
- 2021 Mark, Mary & Some Other People - als Alexandra
- 2018 Seven in Heaven - als June
- 2018 Banana Split - als Sally
- 2018 Pimp - als Nikki
- 2015 ImagiGARY - als Sarah
- 2015 Victor – als Sherry
- 2014 Dakota's Summer – als Dakota Rose
- 2013 Complicity – als Lacy
- 2012 Disconnect – als Abby Boyd
- 2011 Worst. Prom. Ever. – als Heather Spencer
- 2011 Red State – als Maggie
- 2010 Bond of State – als Jordan
- 2010 Almost Kings – als Kallea
- 2010 Rubber – als Fiona
- 2010 Skateland – als Mary Wheeler
- 2010 The Odds – als Molly Cooper
- 2009 Just Peck – als Michelle
- 2007 Ben 10: Race Against Time – als Gwen Tennyson
- 2007 Mr. Blue Sky – als Jessica Green
- 2007 Walking Tall: Lone Justice – als Samantha Jensen
- 2007 Into the Wild – als Carine McCandless (11 jaar oud)
- 2007 Walking Tall: The Payback – als Samantha Jensen
- 2006 X-Men: The Last Stand – als jonge Jean Grey
- 2006 A Four Course Metal – als weeskind
- 2005 Yours, Mine & Ours – als Kelly Beardsley
- 2005 Flightplan – als Brittany Loud
- 2004 Seventy-8 – als April Rowlands
- 2002 Slap Her... She's French – als kleine Starla Grady

### Televisieseries
Uitgezonderd eenmalige gastrollen.
- 2022-2023 Alaska Daily - als Taylor - 2 afl.
- 2018-2019 Light as a Feather - als Violet Simmons - 26 afl.
- 2016 Notorious - als Maya Hartman - 2 afl.
- 2016 Mistresses - als Stacey North - 2 afl.
- 2016 The Originals - als Ariane - 2 afl.
- 2014-2015 Chasing Life – als Brenna – 34 afl.
- 2007-2008 Without a Trace – als Jen Long – 6 afl.
- 2005-2006 CSI: Miami – als jonge Jennifer Wilson – 2 afl.
- 2005 Catscratch – als Caitlin – 2 afl.

## Young Artist Award
- 2009 in de categorie Beste optreden door een jeugdactrice in een televisieserie met de televisieserie Without a Trace - genomineerd.
- 2008 in de categorie Beste optreden door een jeugdactrice in een film met de film Ben 10: Race Against Time - genomineerd.
- 2006 in de categorie Beste optreden door een jeugdige cast in een film met de film Yours, Mine & Ours - genomineerd.

- Bibliothèque nationale de France: cb16952390p (data)
- International Standard Name Identifier: 0000 0003 5617 2648
- Library of Congress Control Number: n2011055156
- Virtual International Authority File: 181628806
- WorldCat: E39PBJh4wYwmDKHfkQVkcyRFrq